# آرتور گودیر
آرتور کاپلند گودیر (به انگلیسی: Arthur Copeland Goodyer) (زادهٔ ۱۸۵۳ - درگذشته ۸ ژانویه ۱۹۳۲) بازیکن فوتبال اهل انگلستان بود که سابقهٔ بازی در تیم ملی فوتبال انگلستان را در کارنامهٔ خود دارد. وی در تاریخ ۵ آوریل ۱۸۷۹ تنها بازی ملی خود را در مقابل تیم ملی فوتبال اسکاتلند انجام داد.
این بازیکن توانسته در این بازی ملی، ۱ گل به ثمر برساند.